# 로키 (스타크래프트)
로키(영어:Loki)는 스타크래프트 2 종족인 테란의 유닛이다. 오딘과 같이 스타크래프트 2의 캠페인과 협동전에서만 등장하는 유닛이다.

## 특징
로키는 스타크래프트 2에서 새롭게 추가된 유닛으로 전투순양함의 강화형 유닛이다. 테란의 강력한 최종 병기 중에 하나로 일반 전투순양함보다도 더욱 막강한 체력과 능력치를 가진 유닛이 된다. 로키도 오딘과 마찬가지로 테란의 생산 건물이 아닌 특수한 경우에서만 생산이 가능한 유닛이 된다. 거기다 로키는 일반 전투순양함에 비해 더욱 강력한 마법 기술을 추가로 사용할 수 있다. 일반 전투순양함이 사용하는 필살 마법 기술인 야마토 포는 물론이고 여기에 대상 지역에 있는 공중 유닛에게 40의 추가 피해를 주는 미사일 포란 공격 마법 기술을 사용할 수 있으며 이외에 구조물을 저속 비행 유닛으로 전환시키고 공중에 떠 있는 동안에는 유닛 생산이나 업그레이드도 못하게 만드는 특수 기술인 이륙과 은폐 유닛을 탐지할 수 있는 기능인 탐지기(Detector:디텍터])의 능력치도 가진 유닛이 된다. 로키를 생산하는데 필요한 자원과 인구수는 광물:500, 가스:500, 생산 시간:120초이다. 로키는 특수한 경우에서만 생산이 가능한 유닛인만큼 전투순양함에 비해 인구수가 들어가지않는다. 유닛의 능력치는 체력:1500, 기본 방어력:4에 공격 유형은 두가지가 존재하는데 아마겟돈 포와 서펜티스 레이저 포대의 두가지 공격 유형이 존재하고 공대공과 공대지의 공격력은 두가지 유형의 공격이 모두 8의 공격력으로 통일되어 있다. 스타크래프트 2의 캠페인과 협동전에서 로키는 다른 테란의 유닛들과 조합하여 막강한 힘을 발휘할 수 있으며 오딘과 더불어 강력한 테란 최종 병기의 조합을 만드는 것까지도 가능하다.

## 같이 보기
- 스타크래프트
- 테란